# Welingrad

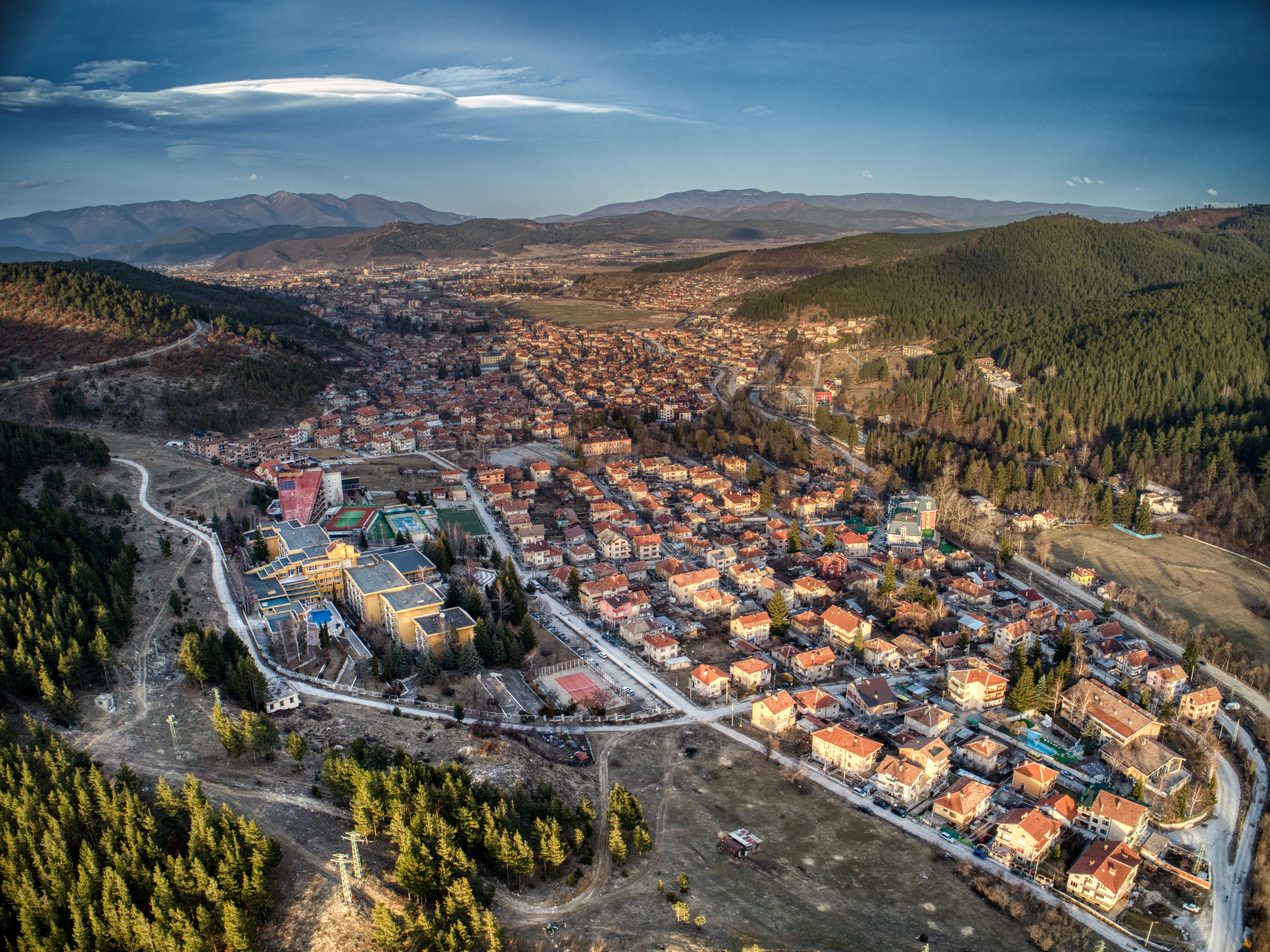
Luftaufnahme von Welingrad (2019)

Welingrad [ˈvɛliŋˌɡrat] (bulgarisch Велинград) ist eine bulgarische Stadt und Zentrum einer gleichnamigen Gemeinde in den Rhodopen.

## Geschichte
Die Region wurde während der osmanischen Herrschaft in mehreren Wellen islamisiert, die letzte davon fand 1657 statt.
Die Stadt wurde 1948 durch Zusammenschluss der drei Dörfer Tschepino, Ladschene und Kameniza gebildet. Sie trägt den Namen der jungen Partisanin Wela Peewa.
1977 war Welingrad Austragungsort der zweiten Weltmeisterschaften im Ski-Orientierungslauf. Seit 2010 ist die Stadt Namensgeberin für die Welingrad-Halbinsel an der Westküste des antarktischen Grahamlands.

## Kultur und Sehenswürdigkeiten
In und um Welingrad gibt es über 90 Mineralwasserquellen. Diese ziehen viele Urlauber in die Stadt, die dadurch das beliebteste Heilbad Bulgariens ist. Außerdem befindet sich dort die größte Karstquelle Bulgariens – ‚Kleptusa‘ mit 580–1180 Litern Wasserausschüttung pro Sekunde.

## Verkehr
Welingrad ist eine wichtige Zwischenstation an der schmalspurigen Rhodopenbahn von Septemwri nach Dobrinischte.

## Söhne und Töchter der Stadt
- Wlado Tschernosemski (1897–1934), Attentäter
- Atanas Semerdschiew (1924–2015), Politiker
- Nikolaj Gjaurow (1929–2004), Opernsänger
- Peter Gougaloff (1929–2025), Opernsänger
- Iwan Smilenow (* 1966), Skilangläufer